# Tyrotama
Genre
Tyrotama est un  genre d'araignées aranéomorphes de la famille des Hersiliidae.

## Distribution
Les espèces de ce genre se rencontrent en Afrique australe.

## Liste des espèces
Selon World Spider Catalog (version 15.5, 1/12/2014) :
- Tyrotama abyssus Foord & Dippenaar-Schoeman, 2005
- Tyrotama arida (Smithers, 1945)
- Tyrotama australis (Simon, 1893)
- Tyrotama bicava (Smithers, 1945)
- Tyrotama fragilis (Lawrence, 1928)
- Tyrotama incerta (Tucker, 1920)
- Tyrotama soutpansbergensis Foord & Dippenaar-Schoeman, 2005
- Tyrotama taris Foord & Dippenaar-Schoeman, 2005

## Publication originale
- Foord & Dippenaar-Schoeman, 2005 : A revision of the Afrotropical species of Hersiliola Thorell and Tama Simon with the description of a new genus Tyrotama (Araneae: Hersiliidae). African Entomology, vol. 13, p. 255-279.